# Nephepeltia berlai
Nephepeltia berlai – gatunek ważki z rodziny ważkowatych (Libellulidae). Występuje na terenie Ameryki Południowej.